# Stimmkreis Miesbach
Der Stimmkreis Miesbach (Stimmkreis 121 seit der Landtagswahl 2018) ist ein Stimmkreis in Oberbayern. Er umfasst den Landkreis Miesbach sowie die Gemeinden Bad Feilnbach und Feldkirchen-Westerham des Landkreises Rosenheim.

## Landtagswahl 2023
Zur Landtagswahl 2023 traten folgende Parteien und Direktkandidaten im Stimmkreis Miesbach an und erzielten folgende Ergebnisse:
| Nr. | Direktkandidat     | Partei           | Erststimmen in % | Gesamtstimmen in % |
| --- | ------------------ | ---------------- | ---------------- | ------------------ |
| 1   | Ilse Aigner        | CSU              | 42,6             | 38,7               |
| 2   | Gerhard Waas       | GRÜNE            | 13,4             | 14,0               |
| 3   | Martin Rosenberger | Freie Wähler     | 19,0             | 20,1               |
| 4   | Jurij Kofner       | AfD              | 10,7             | 11,5               |
| 5   | Bruno Peetroons    | SPD              | 5,0              | 5,6                |
| 6   | Dirk Kreder        | FDP              | 3,3              | 3,7                |
| 7   | Elisabeth Osiander | LINKE            | 1,0              | 0,9                |
| 8   | Marcus Klinkicht   | BP               | 1,1              | 1,3                |
| 9   | Peter Limmer       | ÖDP              | 1,3              | 1,3                |
| 10  | Daniel Weigelt     | Die PARTEI       | 0,6              | 0,6                |
| 11  | -                  | Tierschutzpartei | -                | 0,4                |
| 12  | Daniel Braun       | V-Partei³        | 0,2              | 0,2                |
| 13  | -                  | PdH              | -                | 0,1                |
| 14  | Josef Oppenrieder  | Basis            | 1,1              | 1,0                |
| 15  | Elisabeth Lemoigne | Volt             | 0,7              | 0,6                |

## Landtagswahl 2018
Im Stimmkreis waren insgesamt 86.937 Einwohner wahlberechtigt. Die Landtagswahl am 14. Oktober 2018 hatte folgendes Ergebnis:
| Direktkandidat           | Partei               | Erststimmen in % | Gesamtstimmen in % | Veränderung der Gesamtstimmen im Vergleich zur Landtagswahl 2013 in % |
| ------------------------ | -------------------- | ---------------- | ------------------ | --------------------------------------------------------------------- |
| Ilse Aigner              | CSU                  | 45,7             | 41,9               | - 15,2                                                                |
| Verena Schmidt-Völlmecke | SPD                  | 6,7              | 6,8                | - 8,7                                                                 |
| Gisela Hölscher          | Freie Wähler         | 11,2             | 12,1               | + 4,5                                                                 |
| Thomas Thomaschek        | GRÜNE                | 16,7             | 17,5               | + 9,7                                                                 |
| Ursula Lex               | FDP                  | 4,9              | 5,3                | + 2,1                                                                 |
| Jörg Hager               | LINKE                | 2,0              | 2,0                | + 0,9                                                                 |
| Loris-Marco Gelesch      | BP                   | 2,5              | 3,0                | −0,4                                                                  |
| Peter Limmer             | ÖDP                  | 1,6              | 1,5                | - 0,5                                                                 |
| -                        | PIRATEN              | -                | 0,2                | - 1,3                                                                 |
| Rainer Bolle             | AfD                  | 8,2              | 8,4                | + 8,4                                                                 |
| -                        | LKR                  | -                | 0,0                | -                                                                     |
| Manuel Kralik            | mut                  | 0,5              | 0,5                | + 0,5                                                                 |
| -                        | Humanisten           | -                | 0,1                | + 0,1                                                                 |
| -                        | Die PARTEI           | -                | 0,2                | + 0,2                                                                 |
| -                        | Gesundheitsforschung | -                | 0,1                | + 0,1                                                                 |
| -                        | Tierschutzpartei     | -                | 0,4                | + 0,4                                                                 |
| -                        | V-Partei³            | -                | 0,1                | + 0,1                                                                 |

Der Stimmkreis wird im Landtag durch die direkt gewählte Stimmkreisabgeordnete Ilse Aigner (CSU) vertreten.

## Landtagswahl 2013
Bei der Landtagswahl 2013 waren im Stimmkreis 85.725 Einwohner wahlberechtigt. Die Wahl hatte folgendes Ergebnis:
| Direktkandidat             | Partei       | Erststimmen in % | Gesamtstimmen in % | Veränderung der Gesamtstimmen im Vergleich zur Landtagswahl 2008 in % |
| -------------------------- | ------------ | ---------------- | ------------------ | --------------------------------------------------------------------- |
| Ilse Aigner                | CSU          | 56,8             | 57,1               | + 14,0                                                                |
| Thomas Mandl               | SPD          | 14,0             | 15,6               | + 2,1                                                                 |
| Gerhard Waas               | GRÜNE        | 8,5              | 7,8                | - 4,8                                                                 |
| Balthasar Brandhofer       | Freie Wähler | 8,8              | 7,6                | - 4,2                                                                 |
| Friedrich Haugg            | FDP          | 2,8              | 3,2                | - 7,2                                                                 |
| Werner Götz                | REP          | 0,8              | 0,7                | - 0,4                                                                 |
| Peter Limmer               | ÖDP          | 1,9              | 1,9                | + 0,4                                                                 |
| Josef Lausch               | BP           | 3,6              | 3,3                | + 1,2                                                                 |
| Barbara Steinwachs-Richter | LINKE        | 1,2              | 1,1                | - 1,5                                                                 |
| Andreas Witte              | PIRATEN      | 1,7              | 1,5                | + 1,5                                                                 |
| -                          | BüSo         | -                | 0,0                | + 0,0                                                                 |
| -                          | Die Freiheit | -                | 0,1                | + 0,1                                                                 |

## Landtagswahl 2008
Die Landtagswahl 2008 hatte folgendes Ergebnis:
| Direktkandidat             | Partei       | Erststimmen in % | Gesamtstimmen in % | Veränderung der Gesamtstimmen im Vergleich zur Landtagswahl 2003 in % |
| -------------------------- | ------------ | ---------------- | ------------------ | --------------------------------------------------------------------- |
| Alexander Radwan           | CSU          | 43,1             | 43,1               | - 23,6                                                                |
| Christine Negele           | SPD          | 13,4             | 13,5               | - 3,6                                                                 |
| Peter Rutz                 | GRÜNE        | 11,8             | 12,6               | + 4,1                                                                 |
| Lorenz Weidinger           | Freie Wähler | 12,1             | 11,8               | + 10,2                                                                |
| Josef Schieben             | FDP          | 10,8             | 10,4               | + 7,8                                                                 |
| Gottfried Schubert         | REP          | 1,1              | 1,2                | - 0,1                                                                 |
| Peter Limmer               | ödp          | 1,7              | 1,5                | + 0,4                                                                 |
| Anton Auer                 | BP           | 2,4              | 2,2                | + 1,1                                                                 |
| -                          | BüSo         | -                | 0,0                | 0,0                                                                   |
| Barbara Steinwachs-Richter | LINKE        | 2,7              | 2,7                | + 2,7                                                                 |
| -                          | VIOLETTE     | -                | 0,2                | + 0,2                                                                 |
| Per Lennart Aae            | NPD          | 0,9              | 0,9                | + 0,9                                                                 |